# Pastaza (kanton)
Pastaza – kanton w Ekwadorze, w prowincji Pastaza. Stolicą kantonu jest Puyo.